# Oliver Cheatham
Pour les articles homonymes, voir Cheatham.
Oliver Cheatham, né le 24 février 1948 à Détroit (Michigan) et mort le 29 novembre 2013 au Royaume-Uni, est un chanteur de RnB contemporain américain. Il est connu pour son tube Get Down Saturday Night (1983).

## Carrière
Oliver Cheatham a été encouragé à chanter par sa mère dès le plus jeune âge. D'abord membre de plusieurs groupes de chants, il se fait vite remarquer pour son talent exceptionnel. Il décrocha rapidement un contrat avec la maison de disques MCA Records, qui lui assura la distribution de ses albums solo.
En 1982, Oliver Cheatham sort donc son premier album intitulé The boss. En 1983 l'album Get Down Satuday Night fut immédiatement un énorme succès notamment grâce au titre éponyme. À partir de cette année, Oliver Cheatham devient une icône incontournable du disco-funk. Écrite par Oliver Cheatham et l'instrumentaliste Kevin McCord, cette chanson se classera 38e au Top Singles au Royaume-Uni. À partir de 1983, la carrière d'Oliver Cheatham va beaucoup s'orienter autour de ce titre : le chanteur en sortira de très nombreuses versions. Certains rappeurs (Def Bond, Rohff), rockeurs (Franz Ferdinand) et disc jockeys (DJ Abdel, Daft Punk), ont beaucoup repris ce titre dans leurs genres respectifs.
Il continua également dans les années 1980 à sortir d'autres titres : SOS, Celebrate (Our Love) et Turn Out the Lights (un duo avec Jocelyn Brown). Dans les années 1990, il travailla surtout en tant que chanteur additionnel pour divers artistes.
Son dernier album, Stand for Love, est sorti en 2002. Le chanteur a décidé de s'installer au Royaume-Uni à la suite du succès qu'il a rencontré dans ce pays.
En 2003, Oliver Cheatham sort le single Make Luv en collaboration avec Room 5 (réédition de Get Down Saturday Night). Make Luv connut un succès énorme à sa sortie surtout au Royaume-Uni où il restera numéro 1 des ventes durant 4 semaines dans sa catégorie[Laquelle ?]. En 2003, l'émission de télévision française Nice People propulsa Make Luv au sommet des ventes en France. Ce titre fut remixé par les plus grands DJs en 2003, en 2005 et en 2007 (Room 5, Axwell, DJ Tonka). Sous le même label et durant la même année, Oliver Cheatham sort aussi un nouveau morceau inédit, Music & You.
En 2004, Oliver Cheatham sort, en collaboration avec le DJ Michael Gray une nouvelle variante de Get Down Saturday Night intitulée The Weekend. Basé sur la réplique « I can't wait for Saturday to begin », transformée en « I can't wait for the weekend to begin », le single obtiendra du succès dans de nombreux pays.
Cheatham est décédé le 29 novembre 2013, à l'âge de 65 ans, des suites d'une crise cardiaque dans son sommeil.

## Discographie

### Singles
- 1983 : Get Down Saturday Night (MCA Records)
- 1983 : Bless The Ladie
- 1985: Mama Said
- 1986 : SOS
- 1987 : Wish On A Star (Champion Records)
- 1987 : Be Thankful For What You Got
- 1988 : Go For It
- 1999 : Old School Love Def Bond feat Oliver Cheatham
- 2002 : Stand For Love
- 2003 : Make Luv (Room 5 featuring Oliver Cheatham)
- 2003 : Music And You (Room 5 featuring Oliver Cheatham)
- 2005 : Make Luv (The 2005 Mixes) (Room 5 featuring Oliver Cheatham)

### Albums
- 1982 : The boss
- 1983 : Saturday Night
- 1987 : Go For It
- 1994 : Stand For Love
- 1995 :  So Sentational
- 2003 :   Stand For Love(NJay)
- 2007 : Saturday Night'